# Paul Freiherr von Hauser
Paul Freiherr von Hauser (24 de abril de 1911 - 1 de abril de 1999) foi um oficial alemão que serviu no Deutsches Heer durante a Segunda Guerra Mundial. Foi condecorado com a Cruz de Cavaleiro da Cruz de Ferro com Folhas de Carvalho.

## Condecorações
| Cruz de Ferro (1939) 2ª Classe                                   | 3 de novembro de 1939  |
| Cruz de Ferro (1939) 1ª Classe                                   | 1 de agosto de 1940    |
| Distintivo da infantaria de assalto                              |                        |
| Distintivo de Honra do Exército                                  | 5 de outubro de 1942   |
| Medalha da Frente Oriental                                       |                        |
| Cruz Germânica em Ouro                                           | 20 de setembro de 1942 |
| Cruz de Cavaleiro da Cruz de Ferro                               | 25 de janeiro de 1943  |
| Cruz de Cavaleiro da Cruz de Ferro com Folhas de Carvalho nº 635 | 28 de outubro de 1944  |